# Jaime del Valle Alliende
Jaime del Valle Alliende (Santiago, 2 de julio de 1931 - 29 de agosto de 2016) fue un abogado y político chileno. Se desempeñó como ministro de Justicia, entre febrero y diciembre de 1983; y como ministro de Relaciones Exteriores, entre 1983 y 1987, durante la dictadura militar del general Augusto Pinochet.

## Primeros años de vida
Fue hijo del abogado Alfredo del Valle Valenzuela y Herminia Alliende Wood. Estudió la abogacía en la Pontificia Universidad Católica de Chile. Estuvo casado con Paulina Swinburn Pereira y tuvo cuatro hijos.

## Vida pública
Fue designado como Director Ejecutivo de Televisión Nacional en 1975, asumiendo ese cargo desde el 1° de agosto de ese año hasta 1979, período donde pudo observar la transición de la televisión de blanco y negro a la de color en 1978.
En el ámbito académico, fue decano de la Facultad de Derecho de la Pontificia Universidad Católica de Chile desde 1970 hasta 1973; y entre 1991 y 1997. Durante su segundo decanato, trasladó la Facultad desde el Campus Oriente hasta la Casa Central de la Universidad. Dictó hasta 2008 la cátedra de derecho procesal en dicha casa de estudios.
El 30 de agosto de 2012 fue distinguido con el grado de profesor emérito de la PUC.

## Vida política
En noviembre de 1958 fue nombrado subsecretario de Justicia por el presidente Jorge Alessandri.
Se desempeñó como ministro de Justicia en 1983, durante la dictadura de Augusto Pinochet, siendo posteriormente ministro de Relaciones Exteriores hasta 1987. Cuando fue ministro de Justicia, los colegios profesionales fueron transformados en asociaciones gremiales.
Durante el ejercicio de su cargo como ministro de Relaciones Exteriores, se dio solución final al Conflicto del Beagle y le correspondió firmarlo en el Vaticano el Tratado de paz y amistad entre Chile y Argentina de 1984.
Fue citado a declarar por encubrimiento del crimen de cuatro opositores en 1986.

## Últimos años
La Corte Suprema de Justicia propuso su nombre en una lista de candidatos abogado integrante de la misma Corte, pero fue descartado por el presidente Ricardo Lagos Escobar.
Entre 1999 y 2004 fue vicepresidente del Consejo Nacional de Televisión.
El 24 de noviembre de 2015, la casa patronal del fundo "La Embajada" de su propiedad resultó completamente destruida por las llamas, a raíz de un incendio provocado, en el sector Selva Oscura, entre las comunas de Curacautín y Victoria, Región de la Araucanía, encontrándose material propagandístico que alude al conflicto mapuche.

### Condecoraciones extranjeras
- Gran Cruz de la Orden de la Cruz del Sur ( Brasil, 1984).